# Human Nature
A Human Nature Michael Jackson amerikai zenész és énekes ötödik kislemeze Thriller című albumáról. 1983. július 3-án jelent meg az Epic Recordsnál. Szerzői Steve Porcaro és John Bettis, producere Quincy Jones. Porcaro eredetileg a dal egy nyers demóját adta oda Jonesnak kazettán. A producernek megtetszett a dal és kiválasztotta a Thriller albumra egy korábbi dal, a Carousel helyére.
A dal a második helyet érte el az amerikai Billboard Hot Adult Contemporary slágerlistáján és chart a hetediket a Billboard Hot 100-on, így ez lett Jackson ötödik top 10 slágere a Thriller albumról. A dalt kedvezően fogadták a kritikusok, és később számos más énekes feldolgozta.

## Háttér
A Human Nature-t a Toto együttes tagja, Steve Porcaro és John Bettis írták a Thriller albumra. Porcaro kazettán rögzítette a dal demóváltozatát, amit a Toto egy másik tagja, David Paich két saját maga által írt dallal együtt odaadott Quincy Jonesnak, azt remélve, hogy felkerülnek a Thrillerre. Jonesnek Paich dalai nem tetszettek, de a Human Nature demója, ami a kazetta végén szerepelt, megfogta. Jones így emlékezett vissza: „A végén hirtelen csend volt, majd ezb a 'why, why, da da da-dum da da, why, why'. Csak halandzsaszöveg és a dal egyszerű váza, de még most is kiráz a hideg, ahogy rágondolok. Azt mondtam: 'Ez kell nekünk, csodálatos hangulata van'”. Bettis, aki korábban többek között a The Carpentersnek és a The Pointer Sistersnek is írt szövegeket, két nap alatt megírta a dal szövegét. A producer megkérdezte, felkerülhet-e a dal Jackson albumára, Porcaro és Bettis pedig beleegyeztek. A Human Nature volt az albumra választott utolsó dal, a korábban kiválasztott Carousel került le miatta a végleges számlistáról (ez a Thriller új kiadásának egyik bónuszdalaként jelent meg először).

## Megjelenése és fogadtatása
„A Human Nature, ami mintapéldája a new jack swing és hiphop-soul balladáknak, lassúbb és bensőségesebb, mint a többi dal a Thrilleren. „Ha a város egy alma, hadd harapjak bele” – reszket Jackson hangja a lépcsőzetesen emelkedő szintetizátordallam és a rajta átszűrődő basszus fölött. Bár John Bettis és Steve Porcaro írta, a szöveg remekül megtestesíti Jackson vágyakozását, hogy kitörjön a hírnév elefántcsonttornyából és fiatalokkal találkozzon a városban, ami „álmos szemével kacsint”.” (Serena Kim, South Coast Today)
A dal a Thriller album ötödik kislemezeként jelent meg 1983. július 3-án. Az Egyesült Államokban kisebb sikert aratott a slágerlistán. A Billboard Hot Adult Contemporary slágerlista második, a Billboard Hot 100 hetedik helyéig jutott, ezzel Jackson ötödik top 10 slágere lett az albumról. A Billboard R&B slágerlistán a 27. helyet érte el, a holland kislemezlistán a 11.-et.
John Rockwell, a The New York Times újságírója szerint a Human Nature „emlékezetes, merengő ballada ellenállhatatlan refrénnel”. Az AllMusic szerint a „gyengéd, kedves Human Nature békésen megfért a kemény, ijedt Beat It mellett.” A Slant magazin az album legjobb dalának nevezte, és a korszak kevés emlékezetes adult contemporary dala egyikének A Stylus Magazine is dicsérte és lágy balladaként jellemezte. Hozzátették azonban, hogy a zene „kevéssé emeli ki a dal mondanivalóját” és hogy Jackson hangját szintetizátorok mögé rejti.
Bill Lamp az About.comtól huszonöt évvel a megjelenés után írt kritikát a dalról, és úgy érezte, a Human Nature „lefektette a szabályokat, hogy milyennek kell lennie egy felnőtt R&B-dalnak.” Todd Gilchrist 2008-ban, az IGN-nek írt kritikájában azt írta, a dal elemei most még jobban működnek, mint első megjelenésekor, és hozzátette, hogy talán azért, mert a modern R&B „szar”. Tom Ewing, a Pitchfork Media kritikusa szerint a dal „az olvadékonyságig lágy”, az MTV szerint pedig „légies ballada”. A Rolling Stone szerint a „gyönyörű törékenységű” Human Nature olyan nyílt és bátor, hogy mellette a She’s Out of My Life hamisnak tűnik. A Los Angeles Times szerint Jackson előadásmódja vitte sikerre a középszerű dalt.

## Fellépések
A Human Nature-t Michael először a The Jacksons Victory turnéján adta elő. Először a Bent kezdte énekelni, majd abbahagyta, azt mondta, inkább énekel valami újat, és elkezdte a Human Nature-t. Előadta a dalt a Bad és Dangerous turnén is. Utoljára a HIStory World Tour Royal Brunei koncertjén adta elő 1996-ban. A This Is It koncertsorozatnak is részét képezte volna, a koncertekre azonban nem került sor Jackson halála miatt.

## Hivatalos remixek, változatok
1. Album Version – 4:06
2. 7" Remix – 3:47 (itt más a szintetizátor az átvezető szakasz előtt. Ez a verzió csak a 7" bakelitlemezen és az 1988-ban Japánban megjelent Thriller 3" CD kislemezen szerepel.)
3. Edit – 3:46 (ez a változat a The Essential Collection albumon szerepel és az eredeti 7" változatot utánozza, de instrumentációja más)
4. Instrumental (kiadatlan)

## Feldolgozások
- 1984-ben dolgozták fel először a dalt, George Howard philadelphiai szaxofonos Steppin’ Out című albumán szerepelt.[18]
- 1985-ben Miles Davis amerikai dzsessz-zenész dolgozta fel You’re Under Arrest című albumán.[19] A Rolling Stone „agyondicsért tölteléknek” nevezte a dal jelenlétét az albumon,[20] a Seattle Post-Intelligencer szerint azonban nagyon jól sikerült.[21]
- 2003-ban a Youngblood Brass Band együttes riot jazz stílusban dolgozta fel Center:Level:Roar című albumukon Human Nature Pt. 2 címmel.
- 2003-ban David Benoit dzsessz-zongorista dolgozta fel Heroes című albumán.[22][23]
- 2004-ben a Boyz II Men latin-amerikai stílusban dolgozta fel Throwback, Vol. 1 című albumán.[24][25]
- 2004-ben Kyla Fülöp-szigeteki popénekes feldolgozta a dalt Not Your Ordinary Girl című albumán.
- 2004-ben David Mead nashville-i énekes is rögzítette a dalt Indiana című albumára,[19] Butterfly Boucher közreműködésével.
- 2009. július 7-én John Mayer előadta a dal instrumentális változatátm Michael Jackson temetésén.[26]
- 2009-ben Toro Y Moi chillwave-előadó feldolgozta a dalt CHUM ONAH című, Michael Jackson emléke előtt tisztelgő albumán, és ingyen letölthetővé tette a BUTTER x FACE zenei blogról.[27]
- 2010-ben Vijay Iyer dzsessz-zongorista feldolgozta a dalt Solo című albumán.
- 2010-ben a brazil Ivete Sangalo Multishow ao Vivo: Ivete Sangalo no Madison Square Garden című DVD-jén is megjelent a dal egy feldolgozása.
- 2010-ben Heather Peace feldolgozta a dalt This Is Me című akusztikus albumán.
- 2011-ben a Toto 2011-es turnéján előadta a dalt Michael Jackson emlékére és Mike Porcaro előtti tisztelgésként. Joseph Williams énekelt.
- 2011-ben, amikor John Bettis bekerült a Songwriters Hall of Fame-be, Skylar Grey előadta a dalt cimbalmon.

## Részletek átvétele
A Human Nature-ből több más dal is használ fel kisebb részletet.
- 1993-ban az SWV R&B-együttes használt fel belőle egy részletet Right Here című daluk egy remixében, a Right Here/Human Nature-ben.[19][28] A dal később felkerült a Szabadítsátok ki Willyt című film filmzenealbumára, amelyen Jackson Will You Be There-je is szerepelt.[19]
- 1994-ben Nas New York-i rapper használt fel belőle részletet Illmatic című első albumának It Ain’t Hard to Tell című számában.[19][29]
- 1997-ben Aaliyah R&B-énekesnő használt fel belőle egy részletet a Journey to the Past című dal pop/R&B-változatához, ami az Anasztázia című rajzfilm betétdala.[30]
- A SWV remixéből egy részletet használt fel Tupac Shakur amerikai rapper Thug Nature című számában, ami 2001-ben megjelent posztumusz albumán, a Too Gangsta for Radio-n szerepel.[19]
- Jason Nevins New York-i DJ felhasznált belőle egy részletet I’m in Heaven című számához, melyben Holly James énekelt.[31]
- 2003-ban a BLACKstreet amerikai együttes Why, Why című, a Level II című albumukon szereplő dalban használt fel részletet a Human Nature-ből.[19][32]
- 2006-ban Ne-Yo amerikai pop-R&B-énekes használt fel belőle egy részt So Sick című dala remixében,[33] amiben LL Cool J is rappel. A remix később megjelent LL Cool J Todd Smith című albumán.
- 2009-ben, Michael Jackson halála után Yung Berg és Lil Wayne amerikai rapperek felhasználtak egy részletet belőle a Jackson emlékére írt We Miss You című dalban.[34]
- 2011-ben Chris Brown amerikai popénekes részletet használt fel a Jackson-dalból és az SWV remixéből is F.A.M.E. című albuma She Ain’t You című dalához.[35][36]

## Dallista
7" kislemez
1. Human Nature – 3:47 (a borítón 4:06 szerepel)
2. Baby Be Mine – 4:20

## Helyezések
| Slágerlista (1983)                     | Legmagasabb helyezés |
| -------------------------------------- | -------------------- |
| USA Billboard Hot 100                  | 7                    |
| USA Billboard R&B Singles chart        | 3                    |
| USA Billboard Adult Contemporary chart | 2                    |
| Holland kislemezlista                  | 6                    |
| Slágerlista (2009)                     | Legmagasabb helyezés |
| Brit kislemezlista                     | 35                   |
| Dán kislemezlista                      | 3                    |
| Svájci kislemezlista                   | 27                   |
| USA Billboard Hot Digital Songs        | 21                   |

## Közreműködők
- Zeneszerző és szövegíró: Steve Porcaro és John Bettis[41]
- Producer: Quincy Jones[41]
- Szintetizátorok: David Paich, Steve Porcaro[41]
- Szintetizátorprogram: Steve Porcaro[41]
- Gitár: Steve Lukather[41]
- Dobok: Jeff Porcaro[41]
- Ütősök: Paulinho Da Costa[41]
- E-mu emulátor: Michael Boddicker[41]
- Elrendezés: David Paich, Steve Porcaro, Steve Lukather[41]